# 제이슨 위버
제이슨 위버(영어: Jason Weaver, 1979년 7월 18일 ~ )는 미국의 가수, 배우이다. 
시카고에서 태어났다. 디즈니 애니메이션 영화 《라이온 킹》(1994)에서 어린 심바의 노래를 담당했다.

## 출연 작품
- 블랙코리아 (2017년)
- 웬 어 우먼스 페드 업 (2013년)
- 호프 포 러브 (2013년) - 릭키 역
- 디스펑크셔널 프렌즈 (2012년) - 개리 역
- 히즈 마인 낫 유어스 (2011년)
- 로터리 티켓 (2010년)
- 러브 포 세일 (2008년)
- 에이 티 엘 (2006년) - 테디 역
- 레이디킬러 (2004년) - 위맥 펀세스 역
- 드럼라인 (2002년) - 어니스트 역
- 현대판 왕자와 거지 (1994, Summertime Switch)
- 롱 워크 홈 (1990년)
- 동심의 크리스마스 (1990, The Kid Who Loved Christmas)

### 텔레비전
- Smart Guy (1997-99)